# Черкас (Биково-Гребельський старостинський округ)
Черка́с — село в Україні, в Маловільшанській сільській громаді Білоцерківського району Київської області. Входить до складу Биково-Гребельського старостинського округу. Населення становить 654 особи.

## Історія
За твердженнями істориків село виникло у 1580-1640 роках. Назва села пішла від козацьких поселень , які у XV-XVl століттях розкинулися на значній території південної України. Основна маса була зосереджена саме в районі Черкас і Канева тому українських козаків довгий час називали "черкасами". 
Жителі села брали участь у революційних подіях. У 1919 році в Черкасі утворили волосний революційний комітет, до якого входило 9 навколишніх сіл. 
Під час Голодомору у селі загинуло до 400 жителів. У 2008 році на місцевому кладовищі встановлено пам'ятний знак.
Село Черкас є батьківщиною українського критика, літературознавця, кандидата філологічних наук В.Г. Радченка. 

## Населення
Згідно з переписом УРСР 1989 року чисельність наявного населення села становила 837 осіб, з яких 376 чоловіків та 461 жінка.
За переписом населення України 2001 року в селі мешкали 654 особи.

### Мова
Розподіл населення за рідною мовою за даними перепису 2001 року:
| Мова       | Відсоток |
| ---------- | -------- |
| українська | 99,08 %  |
| російська  | 0,46 %   |
| білоруська | 0,15 %   |
| вірменська | 0,15 %   |
| молдовська | 0,15 %   |